# Zápas ve volném stylu na Letních olympijských hrách 2004 – seznam účastníků
Seznam účastníků LOH v Athénách v zápasu ve volném stylu vykrystalizoval z olympijské kvalifikace konané v období od září 2003 do konce března 2004 formou kvalifikačních turnajů.

## Pořadatelská země
Řecko v první fázi olympijské kvalifikace v případě účasti v olympijské váhové kategorii získalo automaticky účastnickou kvótu.

## Seznam kvalifikačních turnajů
| fáze   | datum                  | název kvalifikačního turnaje               | místo      | počet kvót | počet kvót |
| fáze   | datum                  | název kvalifikačního turnaje               | místo      | muži       | ženy       |
| ------ | ---------------------- | ------------------------------------------ | ---------- | ---------- | ---------- |
| 1.     | 11. až 14. září 2003   | Mistrovství světa v zápasu ve volném stylu | New York   | 70 + 7     | 20 + 4     |
| 2.     | 1. až 2. února 2004    | 1. světová olympijská kvalifikace mužů     | Bratislava | 35         | —          |
| 2.     | 6. až 7. března 2004   | 1. světová olympijská kvalifikace žen      | Tunis      | —          | 12         |
| 3.     | 14. až 15. února 2004  | 2. světová olympijská kvalifikace mužů     | Sofie      | 28         | —          |
| 3.     | 20. až 21. března 2004 | 2. světová olympijská kvalifikace žen      | Madrid     | —          | 12         |
| celkem | celkem                 | celkem                                     | celkem     | 140        | 48         |

## Kontinentální kvóty mužů

### Evropa
| země   | −55 kg                              | −60 kg                               | −66 kg                                | −74 kg                                   | −84 kg                         | −96 kg                                       | −120 kg                                 | celkem              |
| ------ | ----------------------------------- | ------------------------------------ | ------------------------------------- | ---------------------------------------- | ------------------------------ | -------------------------------------------- | --------------------------------------- | ------------------- |
| GRE    | Amiran KardanovMS                   | Besarion AslanašviliMSh              | Nikos LojzidisMS Tolis TaskudisN      | Felix PolianidisMSh Emzar BedynejišviliN | Lazaros LojzidisMSh            | Avtandil XanthopulosMSh Alexandros LaliotisN | Stathis TopalidisMS Nestoras BadzelasMS | 7*                  |
| BUL    | Radoslav VelikovS2                  | Anatol GuideaS1 Ivan DžorevN         | Serafim BarzakovMS                    | Nicolae PâslaruS2                        | Arcadie ȚopaS1 Miroslav GočevN | Krasimir KočevMS                             | Božidar BojadžievS2                     | 7                   |
| RUS    | Alexandr KontojevS2 Mavlet BatyrovN | Kamal UstarchanovS1 Murad UmachanovN | Irbek FarnijevMS Machač MurtazalijevN | Buvajsar SajtijevMS                      | Sadžid SadžidovMS              | Giorgi GogšelidzeS2 Chadžimurat GacalovN     | Kuramagomed KuramagomedovS1             | 7                   |
| GEO    | —                                   | Davit PogosijaniMS                   | Otar TušišviliMS                      | Gela SagirašviliS2                       | Revaz MindorašviliMS           | Eldar KurtanydzeMS                           | Aleksandre ModebadzeMS                  | 6                   |
| TUR    | Ramazan DemirMS Harun DoğanN        | Tevfik OdabaşıMS                     | Ömer ÇubukçuS2                        | —                                        | Gökhan YavaşerMS               | Fatih ÇakıroğluS1                            | Recep KaraS1 Aydın PolatçıN             | 6                   |
| UKR    | Oleksandr ZacharukMS                | Vasyl FedoryšynS1                    | Elbrus TedejevMS                      | —                                        | Eldar AsanovS1 Taras DaňkoN    | Vadim TasojevMS                              | Serhij PrjadunMS                        | 6                   |
| AZE    | Namig AbdullajevS1                  | Arif AbdullajevMS                    | Elman AsgarovS2                       | Elnur AslanovMS                          | —                              | Rustam AgajevS1                              | —                                       | 5                   |
| BLR    | German KontojevS1                   | —                                    | —                                     | Murad GajdarovMS                         | Sergej BorčenkoMS              | Alexandr ŠemarovMS                           | Boris GrinkevičMS                       | 5                   |
| ARM    | Martin BerberjanS1                  | —                                    | Žirajr OvanesjanS2                    | Arajik GevorgjanS1                       | Mamed AgajevMS                 | —                                            | —                                       | 4                   |
| HUN    | —                                   | Gergő WöllerS2                       | Gergő SzabóMS Gábor HatosN            | Árpád RitterMS                           | —                              | —                                            | Ottó AubéliMS                           | 4                   |
| POL    | —                                   | —                                    | —                                     | Krystian BrzozowskiS1                    | —                              | Bartłomiej BartnickiMS                       | Marek GarmulewiczS1                     | 3                   |
| AUT    | —                                   | Ľuboš ČikelMS                        | —                                     | —                                        | —                              | Radovan ValachMS                             | —                                       | 2                   |
| GER    | —                                   | —                                    | —                                     | —                                        | Davit BičinašviliS2            | —                                            | Sven ThieleMSx                          | 2                   |
| ITA    | —                                   | —                                    | —                                     | Salvatore RinellaS2                      | —                              | —                                            | Francesco PettaS1                       | 2                   |
| MDA    | Ghenadie TulbeaMS                   | —                                    | Ruslan BodișteanuMSx                  | —                                        | —                              | —                                            | —                                       | 2                   |
| MKD    | —                                   | —                                    | —                                     | Šichamir OsmanovMS                       | Magomed IbragimovS2            | —                                            | —                                       | 2                   |
| ROU    | —                                   | —                                    | —                                     | —                                        | Nicolae GhițăMS                | —                                            | Rareș ChintoanS2                        | 2                   |
| SVK    | —                                   | —                                    | Štefan FernyákMS                      | —                                        | —                              | Peter PechaS2                                | —                                       | 2                   |
| FRA    | —                                   | —                                    | —                                     | —                                        | Vincent AkaMS                  | —                                            | —                                       | 1                   |
| SUI    | —                                   | —                                    | —                                     | —                                        | —                              | Rolf ScherrerS1                              | —                                       | 1                   |
| celkem | 9 kvót                              | 9 kvót                               | 11 kvót                               | 11 kvót                                  | 12 kvót                        | 12 kvót                                      | 12 kvót                                 | 76 kvót pro 20 zemí |

### Asie
| země   | −55 kg                          | −60 kg                        | −66 kg              | −74 kg                         | −84 kg                            | −96 kg                 | −120 kg                   | celkem              |
| ------ | ------------------------------- | ----------------------------- | ------------------- | ------------------------------ | --------------------------------- | ---------------------- | ------------------------- | ------------------- |
| IRI    | Mohammad AsláníMS Bábak NurzádN | Masúd MustafaS1               | Alírezá DábirS1     | Hádi HabíbíMS Mahdí HádžízadeN | Feridun ChanbariS1 Madžíd ChodáíN | Alírezá HajdáríMS      | Alírezá RezáíMS           | 7                   |
| IND    | Jogéšvar DattaS2                | Sušíl KumárMS                 | Raméš KumárS2       | Sudžít MánMS                   | Anúdž KumárS2                     | —                      | Palwinder SinghS2         | 6                   |
| KAZ    | Bauyrdžan OrazgalijevMS         | —                             | Leonid SpiridonovS1 | Gennadij LalijevMS             | Magomed KuruglijevMS              | Islam BajramukovS2     | Marid MutalimovMS         | 6                   |
| JPN    | Čikara TanabeMS                 | Kendži InoueS2                | Kazuhiko IkemacuMS  | Kunihiko ObataMS               | Hidekazu JokojamaS1               | —                      | —                         | 5                   |
| UZB    | Dilshod MansurovMS              | Damir ZacharutdinovMS         | Artur TavkazachovS1 | —                              | —                                 | Magomed IbragimovS1    | Artur TajmazovMS          | 5                   |
| KOR    | Kim Hjo-sopS2                   | Song Če-mjongMS Čong Jong-hoN | Päk Čin-kukS1       | —                              | Mun Ui-čeS1                       | —                      | —                         | 4                   |
| MGL    | Bajarágín NaranbátarMS          | Ojúnbilegín PürevbátarS2      | —                   | —                              | —                                 | Tüvšintörín EnchtujáMS | Gelegdžamcyn ÖsöchbajarMS | 4                   |
| KGZ    | —                               | Ulan Nadyrbek-úluMS           | —                   | —                              | —                                 | Alexej KrupňakovS2     | Jurij MildzichovS2        | 3                   |
| CHN    | Li Čeng-jüS1                    | —                             | —                   | —                              | —                                 | Wang Jüan-jüanS1       | —                         | 2                   |
| TJK    | —                               | —                             | —                   | Jusup AbdusalamovS2            | Šamil AlijevS2                    | —                      | —                         | 2                   |
| QAT    | —                               | Abdulrahman IbrahimS2         | —                   | —                              | —                                 | —                      | —                         | 1                   |
| celkem | 8 kvót                          | 8 kvót                        | 6 kvót              | 5 kvót                         | 6 kvót                            | 6 kvót                 | 6 kvót                    | 45 kvót pro 11 zemí |

### Amerika
| země   | −55 kg         | −60 kg            | −66 kg                     | −74 kg         | −84 kg           | −96 kg           | −120 kg            | celkem             |
| ------ | -------------- | ----------------- | -------------------------- | -------------- | ---------------- | ---------------- | ------------------ | ------------------ |
| USA    | Stephen AbasMS | Eric GuerreroMS   | Chris BonoS1 Jamill KellyN | Joe WilliamsS1 | Cael SandersonMS | Daniel CormierMS | Kerry McCoyMS      | 7                  |
| CUB    | René MonteroS1 | Yandro QuintanaMS | Serguei RondónMS           | Iván FundoraS1 | Yoel RomeroMS    | —                | Alexis RodríguezS1 | 6                  |
| CAN    | —              | Givi SisauriS1    | Evan MacDonaldMS           | Daniel IgaliS1 | —                | —                | —                  | 3                  |
| celkem | 2 kvóty        | 3 kvóty           | 3 kvóty                    | 3 kvóty        | 2 kvóty          | 1 kvóta          | 2 kvóty            | 16 kvót pro 3 země |

### Afrika
| země   | −55 kg            | −60 kg | −66 kg | −74 kg | −84 kg | −96 kg        | −120 kg | celkem             |
| ------ | ----------------- | ------ | ------ | ------ | ------ | ------------- | ------- | ------------------ |
| RSA    | Shaun WilliamsMSx | —      | —      | —      | —      | —             | —       | 1                  |
| NAM    | —                 | —      | —      | —      | —      | Nico JacobsMS | —       | 1                  |
| celkem | 1 kvóta           | 0 kvót | 0 kvót | 0 kvót | 0 kvót | 1 kvóta       | 0 kvót  | 2 kvóty pro 2 země |

### Oceánie
| země   | −55 kg | −60 kg | −66 kg | −74 kg                     | −84 kg | −96 kg | −120 kg | celkem             |
| ------ | ------ | ------ | ------ | -------------------------- | ------ | ------ | ------- | ------------------ |
| AUS    | —      | —      | —      | Talgat IlyasovMS Ali AbdoN | —      | —      | —       | 1                  |
| celkem | 0 kvót | 0 kvót | 0 kvót | 1 kvóta                    | 0 kvót | 0 kvót | 0 kvót  | 1 kvóta pro 1 zemi |

pozn:
- Škrtnutí volnostylaři nebyli na olympijské hry nominováni nebo nestartovali kvůli zranění, prokázanému dopingu, případně z jiného důvodu.
- Volnostylaři s indexem MS vybojoval kvótu pro svoji zemi na mistrovství světa.
- Volnostylaři s indexem MSh jako zástupci hostující země (Řecko) vybojovali účastí v první fázi olympijské kvalifikace účastnickou kvótu.
- Volnostylaři s indexem MSx skončil v první fázi kvalifikace na 11. místě, ale získal kvótu pro svoji zemi na základně umístění zástupce hostitelské země v top10.
- Volnostylaři s indexem S1 vybojoval kvótu pro svoji zemi na 1. světové olympijské kvalifikaci
- Volnostylaři s indexem S2 vybojoval kvótu pro svoji zemi na 2. světové olympijské kvalifikaci
- Volnostylaři s indexem N byl nominován na olympijské hry na úkor krajana, který kvótu vybojoval.

## Kontinentální kvóty žen

### Evropa
| země   | −48 kg                                    | −55 kg                              | −63 kg                                       | −72 kg                                   | celkem              |
| ------ | ----------------------------------------- | ----------------------------------- | -------------------------------------------- | ---------------------------------------- | ------------------- |
| GRE    | Fani PsathasováMS                         | Sofia PuburidisováMSh               | Agoro PapavasilisováMSh Stavrula ZygurisováN | Ekaterini SiavosováMSh Maria VrjonisováN | 4*                  |
| RUS    | Lilija KaskarakovováS1 Lorisa ÓržakovováN | Natalija GolcováMS Olga SmirnovováN | Aljona KartašovováMS                         | Gyzel ManjurovováS1                      | 4                   |
| UKR    | Iryna MerleniováMS                        | Tetjana LazarevováS1                | Ljudmyla HolovčenkováMS                      | Svitlana SajenkovováS1                   | 4                   |
| FRA    | Angélique BerthenetováMSx                 | Anna GomisováS2                     | Lise LegrandováS2                            | —                                        | 3                   |
| GER    | Brigitte WagnerováS1                      | —                                   | Stéphanie GroßováS2                          | Anita SchätzleováMS                      | 3                   |
| ITA    | —                                         | Diletta GiampiccolováS1             | —                                            | Katarzyna JuszczakováS2                  | 2                   |
| SWE    | —                                         | Ida-Theres NerellováS2              | Sara ErikssonováS1                           | —                                        | 2                   |
| AUT    | —                                         | —                                   | —                                            | Marina GastlováS2                        | 1                   |
| BLR    | —                                         | —                                   | Olga ChilkováS2                              | —                                        | 1                   |
| BUL    | —                                         | —                                   | —                                            | Stanka ZlatevováMS                       | 1                   |
| celkem | 5 kvót                                    | 6 kvót                              | 7 kvót                                       | 7 kvót                                   | 25 kvót pro 10 zemí |

### Asie
| země   | −48 kg                             | −55 kg            | −63 kg               | −72 kg              | celkem             |
| ------ | ---------------------------------- | ----------------- | -------------------- | ------------------- | ------------------ |
| CHN    | Li ChuejMS                         | Sun Tung-mejMS    | Meng Li-liS1         | Wang SüMS           | 4                  |
| JPN    | Makiko SakamotováMS Čiharu IčóováN | Saori JošidaováMS | Kaori IčóováMS       | Kjóko HamagučiováMS | 4                  |
| MGL    | Cogtbadzaryn EnchdžargalS2         | —                 | —                    | Očirbatyn BurmáS2   | 2                  |
| TJK    | Lidija KaramčakovováS2             | —                 | Natalija IvanovováS1 | —                   | 2                  |
| KOR    | —                                  | I Na-läS1         | —                    | —                   | 1                  |
| celkem | 4 kvóty                            | 3 kvóty           | 3 kvóty              | 3 kvóty             | 13 kvót pro 5 zemí |

### Amerika
| země   | −48 kg                | −55 kg                              | −63 kg           | −72 kg                   | celkem             |
| ------ | --------------------- | ----------------------------------- | ---------------- | ------------------------ | ------------------ |
| USA    | Patricia MirandaováMS | Tina GeorgeováMS Tela O'DonnellováN | Sara McMannováMS | Toccara MontgomeryováMS  | 4                  |
| CAN    | Lyndsay BelisleováS2  | Tonya VerbeekováS2                  | Viola YanikováMS | Christine NordhagenováS1 | 4                  |
| PUR    | —                     | Mabel FonsecaováMS                  | —                | —                        | 1                  |
| VEN    | Mayelis CaripaováS1   | —                                   | —                | —                        | 1                  |
| celkem | 3 kvóty               | 3 kvóty                             | 2 kvóty          | 2 kvóty                  | 10 kvót pro 4 země |

### Afrika
bez zastoupení

### Oceánie
bez zastoupení
pozn:
- Škrtnuté volnostylařky nebyly na olympijské hry nominovány nebo nestartovaly kvůli zranění, prokázanému dopingu, případně z jiného důvodu.
- Volnostylařka s indexem MS vybojovala kvótu pro svoji zemi na mistrovství světa.
- Volnostylařka s indexem MSh jako zástupkyně hostující země (Řecko) vybojovala účastí v první fázi olympijské kvalifikace účastnickou kvótu.
- Volnostylařka s indexem MSx skončila v první fázi kvalifikace na 11. místě, ale získala kvótu pro svoji zemi na základně umístění zástupce hostitelské země v top10.
- Volnostylařka s indexem S1 vybojovala kvótu pro svoji zemi na 1. světové olympijské kvalifikaci
- Volnostylařka s indexem S2 vybojovala kvótu pro svoji zemi na 2. světové olympijské kvalifikaci
- Volnostylařka s indexem N byla nominována na olympijské hry na úkor krajanky, která kvótu vybojoval.

## Pozvaní sportovci
Jednotlivé národní olympijské výbory měly k dispozici 4 pozvánky (kvóty) v řecko-římském a volném stylu pro účast na Olympijských hrách v Athénách. Žádost o pozvánku se zasílala Mezinárodnímu olympijskému výboru (MOV) do 31. ledna 2004. O přidělení pozvánek rozhodovala po skončení olympijské kvalifikace Tripartitní komise složená z Mezinárodní zápasnické federace (FILA), Mezinárodního olympijskému výboru (MOV) a Asociace národních olympijských výborů (ACNO), které vyhověli podmínkám udělení pozvánky – podmínkám vyhovují především malé a rozvojové země.
Pozvánku resp. kvótu obdržely tyto čtyři země:
- Afghánistán – volnostylař
- Guam – volnostylař
- Guinea-Bissau – volnostylařka
- Palau – klasik

Tři z výše uvedených zemí nominovali na olympijské hry v Athénách volnostylaře/ku viz níže v tabulce.
|      | -55                 | -60 | -66 | -74 | -84             | -96 | -120 | -48                      | -55 | -63 | -72 |
| ---- | ------------------- | --- | --- | --- | --------------- | --- | ---- | ------------------------ | --- | --- | --- |
| muži | Bašír Rahmátí (AFG) | —   | —   | —   | Jeff Cobb (GUM) | —   | —    |                          |     |     |     |
| ženy |                     |     |     |     |                 |     |      | Leopoldina Rossová (GBS) | —   | —   | —   |

## Divoká karta
Tripartitní komise složená z Mezinárodní zápasnické federace (FILA), Mezinárodního olympijskému výboru (MOV) a Asociace národních olympijských výborů (ACNO) držela 12 kvót zemím, které zasáhli do třífázové olympijské kvalifikace, neměli však štěstí na zisk kvalifikační kvóty. Snahou bylo rozdělit kvóty rovnoměrně podle kontinentů.
Divokou kartu resp. kvótu obdrželo těchto 12 zemí:
- Evropa
  - Albánie – volnostylař
  - Lotyšsko – klasik
  - Portugalsko – klasik
  - Spojené království – volnostylař
- Afrika
  - Alžírsko – klasik
  - Nigérie – volnostylař
  - Senegal – volnostylař
  - Tunisko – volnostylařka
- Amerika
  - Brazílie – volnostylař
  - Dominikánská republika – klasik
  - Peru – klasik
- Asie
  - Severní Korea – volnostylař

Sedm z výše uvedených zemí nominovalo na olympijské hry v Athénách volnostylaře/ku viz níže v tabulce.
|      | -55              | -60                  | -66               | -74                 | -84              | -96                  | -120 | -48                    | -55 | -63 | -72 |
| ---- | ---------------- | -------------------- | ----------------- | ------------------- | ---------------- | -------------------- | ---- | ---------------------- | --- | --- | --- |
| muži | O Song-nam (PRK) | Sahit Prizreni (ALB) | Fred Jessey (NGR) | Nate Ackerman (GBR) | Matar Sène (SEN) | Antoine Jaoude (BRA) | —    |                        |     |     |     |
| ženy |                  |                      |                   |                     |                  |                      |      | Fadíla Louatiová (TUN) | —   | —   | —   |

## Česká stopa v olympijské kvalifikaci
Bez výraznějšího výsledku zasáhl do všech tří fází olympijské kvalifikace volnostylař Luděk Burian (−55 kg). Dvě české volnostylařky Michala Křížková (−63 kg) a Kateřina Hálová (−72 kg) zasáhly do všech tří fází kvalifikace. Nejblíže k postupu byla na 2. světové olympijské kvalifikace v Madridu Kateřina Hálová, kde skončila na konečném 5. místě (postupovaly první tři).